# راند تشابيل
راند تشابيل (بالإنجليزية: Rand Chappell)‏ هو مدرب كرة سلة أمريكي، ولد في 4 أبريل 1963 في سبرينغفيلد في الولايات المتحدة.